# نادي بيستويسي
نادي بيستويسي (بالإيطالية: U.S. Pistoiese 1921)‏، نادي كرة قدم إيطالي يقع في مدينة بستويا في إيطاليا، تأسس عام 1921.
يلعب حاليا في الدوري الإيطالي الدرجة الرابعة.